# Panicum beecheyi
Panicum beecheyi là một loài thực vật có hoa trong họ Hòa thảo. Loài này được Hook. & Arn. mô tả khoa học đầu tiên năm 1832.